# Смит, Чарльз Пайпер
Чарльз Па́йпер Смит (англ. Charles Piper Smith, 25 апреля 1877, Сент-Катаринс, Ниагара, Онтарио, Канада — 6 января 1955, ) — американский ботаник, специалист по роду Люпин.

## Биография
Чарльз Пайпер Смит родился 25 апреля 1877 года в городе Сент-Катаринс в Онтарио пятым ребёнком в семье Томаса Ри Смита и Люси Левенуорт Смит. Вскоре семья переехала в Портсмут (Огайо), затем — в Бедфорд (Индиана) и Андерсон (Индиана). В 1900 году Чарльз Пайпер Смит поступил в Университет Пердью, окончил его в 1903 году. С 1904 года работал в Лесной службе Индианы, также стал изучать ботанику и энтомологию в Стэнфордском университете. В 1908 году получил степень магистра, защитив диссертацию по паукам-птицеедам под руководством профессора Вернона Келлога.
С 1908 по 1911 Смит был ассистент-профессором Сельскохозяйственного колледжа Юты, затем некоторое время преподавал в фитопатологическом отделении Корнеллского университета.
С 1910 года Чарльз Пайпер был женат на Эдите Гертруде Менкер из Сан-Хосе. С 1912 года Смит был доцентом Мэрилендского сельскохозяйственного колледжа, затем работал в Мэрилендской службе сельского хозяйства инспектором семян.
В 1920 году семья переехала в Калифорнию, Чарльз Пайпер Смит стал преподавать в средней школе в Сан-Хосе. В 1927 году Стэнфордский университет присвоил Смиту степень доктора философии за работу The lupines of the Pacific States of North America (написана под руководством профессора Лероя Абрамса). Диссертация была издана лишь в 1944 году в составе монографии Абрамса Illustrated Flora of the Pacific States. В 1940-м Смит её существенно изменил, однако на титульном листе осталась дата «1927». До сих пор она считается наиболее полной монографией рода Люпин в тихоокеанских штатах.
Летом 1930 года Смит путешествовал по Европе, когда узнал о внезапной смерти его семилетней дочери и единственного ребёнка Рэйчел Джейн. В ноябре 1930 года умерла жена Смита. Чарльз Пайпер, серьёзно подавленный, продолжал преподавательскую и исследовательскую деятельность. Летом 1931 года он женился на Олив Нортон Браун, вдове и матери нескольких детей.
С 1938 года Смит начал издавать свою наиболее значимую работу — серию публикаций Species lupinorum. Вскоре он начал за свой счёт издавать серию Geranium Records о садовых геранях, вскоре, однако, закрытую из-за недостатка средств.
Чарльз Пайпер Смит скончался 6 января 1955 года.

## Некоторые публикации
- Smith, C.P. Species lupinorum. — Saragota, CA, 1938—1953. — 768 p.

## Некоторые виды, названные в честь Ч. П. Смита
- Lupinus pipersmithianus J.F.Macbr., 1943
- Lupinus pipersmithii A.Heller, 1911 [≡ Lupinus bicolor subsp. pipersmithii (A.Heller) D.B.Dunn, 1955]